# Vertragspartei
Als Vertragspartei (oder Vertragspartner) wird in der Rechtsgeschäftslehre eine durch einen Vertrag berechtigte und verpflichtete Person bezeichnet.

## Allgemeines
Das Prinzip der Vertragsfreiheit als Ausprägung der Privatautonomie erlaubt es, sowohl sich selbst durch eigene Willenserklärung gegenüber einer anderen Person vertraglich zu binden (§ 145 BGB) als auch einen Dritten zu bevollmächtigen, eine solche Erklärung gegenüber einer anderen Person abzugeben mit der Folge, dass dadurch nicht der Erklärende selbst, sondern der Vollmachtgeber rechtlich gebunden wird (§ 164 BGB). Möglich ist auch, ein durch einen Vertreter ohne Vertretungsmacht geschlossenes Rechtsgeschäft, das zunächst schwebend unwirksam und damit für den Vertretenen rechtlich nicht bindend ist, im Nachhinein zu genehmigen.
Hinsichtlich des Vertragsinhalts sind die Parteien grundsätzlich frei, es sei denn, der Vertrag verstößt gegen ein gesetzliches Verbot (§ 134 BGB) oder ist sittenwidrig (§ 138 BGB). Zulässig sind auch Verträge zugunsten Dritter, bei der ein Dritter, der nicht Vertragspartei ist, unmittelbar ein Forderungsrecht erwirbt (§ 328 BGB). Verträge zulasten Dritter verstoßen dagegen  gegen die Privatautonomie des Dritten und sind deshalb im Bürgerlichen Gesetzbuch nicht vorgesehen.
Beim Kontrahierungszwang besteht ausnahmsweise nicht das Recht, sondern die Verpflichtung, mit einem anderen einen Vertrag zu schließen.
Insichgeschäfte, bei denen eine Vertragspartei mit sich selbst einen Vertrag schließen würde, sind grundsätzlich nicht möglich (§ 181 BGB).
Bei öffentlich-rechtlichen Verträgen ist zumindest eine Vertragspartei kein Privatrechtssubjekt (natürliche Person oder juristische Person des Privatrechts), sondern eine juristische Person des öffentlichen Rechts.

## Voraussetzungen
Um Verträge wirksam schließen zu können, muss jede Vertragspartei geschäftsfähig sein (§§ 104 ff. BGB). Für bestimmte Vertragstypen reicht die beschränkte Geschäftsfähigkeit aus (§ 106 BGB).
Die Identität der Vertragspartner ist in Verträgen durch Legitimationsprüfung eindeutig festzustellen, um deren vollständigen Namen/Firma nebst Wohnsitz/Geschäftssitz zu erfassen und Verwechslungen zu vermeiden. Im Falle der Stellvertretung durch Vertretungsmacht sind Vollmachten (völkerrechtliche Vollmacht) sowie die Einsicht in ein öffentliches Register (Genossenschaftsregister, Handelsregister, Partnerschaftsregister, Vereinsregister) erforderlich.
Aufgrund des Transparenzgebots aus § 307 Abs. 1 Satz 1 BGB sind die Vertragspartner verpflichtet, ihre Rechte und Pflichten im Vertrag möglichst klar und durchschaubar darzustellen. Jeden Hauptleistungsschuldner trifft damit gegenüber jeder anderen Vertragspartei die Pflicht, die vereinbarte Leistung an den Gläubiger zu erbringen.
Die Berufung auf einen offenen Einigungsmangel ist ein Verstoß gegen Treu und Glauben und unbeachtlich, wenn „die eine Vertragspartei auf diesem Wege sich nur ihrer eigenen Verpflichtung entziehen, die erlangten Vorteile aus der Vereinbarung aber für sich behalten will“. Es verstößt auch dann gegen Treu und Glauben, den Vertragspartner in Unkenntnis über dessen Geschäftsunfähigkeit ein Rechtsgeschäft abschließen sowie erfüllen zu lassen, die Gegenleistung zum großen Teil für sich zu nutzen und später unter Berufung auf die schon zuvor bekannte Geschäftsunfähigkeit sich auf die Nichtigkeit des Rechtsgeschäfts zu berufen, wenn dieses Verhalten der behaupteten vorgefassten Absicht entsprach.

## Bezeichnung
Meist sind die Vertragsparteien nach dem Vertragstyp benannt, den sie schließen. So heißen die Vertragsparteien aus einem Kaufvertrag Käufer und Verkäufer, aus einem Mietvertrag Mieter und Vermieter, aus einem Pachtvertrag Pächter und Verpächter, beim Arbeitsvertrag Arbeitgeber und Arbeitnehmer, beim Auftrag Auftraggeber und Auftragnehmer, beim Behandlungsvertrag Arzt und Patient, beim Ehevertrag handelt es sich um Ehepartner, beim Kreditvertrag um Kreditgeber und Kreditnehmer, beim Sicherungsvertrag gibt es Sicherungsgeber und Sicherungsnehmer. Beim öffentlich-rechtlichen Vertrag ist als Vertragspartei mindestens eine juristische Person des öffentlichen Rechts beteiligt.
Diese und andere Vertragsparteien treten zunächst in Vertragsverhandlungen ein, treffen sich zum Vertragsabschluss und unterzeichnen Verträge mit Schriftformerfordernis. Viele Verträge des Alltags werden auch mündlich, per Handschlag oder durch schlüssiges Handeln rechtswirksam.

## Wirtschaftliche Aspekte
Vertragspartner gehen mindestens eine Rechtsbeziehung miteinander ein, verfolgen meist jedoch auch wirtschaftliche Interessen. Erfolgt keine Leistung Zug um Zug wie beim Kaufvertrag des Alltags, sondern die Lieferungs- und Zahlungsbedingungen sehen Zahlungsziele oder Lieferantenkredite vor, besteht für mindestens einen der Vertragspartner ein Erfüllungsrisiko (Zahlungsrisiko, Lieferrisiko). Um dieses zu vermindern, muss jeder Vertragspartner vor Vertragsabschluss den anderen Vertragspartner hinsichtlich seiner Zuverlässigkeit oder Kreditwürdigkeit prüfen oder prüfen lassen. Bei einem Vertrag mit der öffentlichen Verwaltung ist der private Vertragspartner wegen der Insolvenzunfähigkeit öffentlicher Stellen vollständig entlastet. Im Bankwesen ist das Insolvenzrisiko als Kontrahentenausfallrisiko oder Gegenparteiausfallrisiko bekannt. Hier soll der Zentrale Kontrahent als Vertragspartei zwischen Verkäufer und Käufer dafür sorgen, dass Erfüllungsrisiken (englisch settlement risks) nicht auftreten.